# إيوان باربو
إيوان باربو (بالرومانية: Ion Barbu)‏ هو لاعب كرة قدم روماني في مركز الدفاع، ولد في 15 مايو 1977 في رومانيا. لعب مع نادي فارول كونستانتسا وبوليتنيكا ياشي.

## وصلات خارجية
- إيوان باربو على موقع قاعدة بيانات كرة القدم.إي يو (الإنجليزية)
- إيوان باربو على موقع Soccerway.com (الإنجليزية)
- إيوان باربو على موقع عالم كرة القدم.نت (الإنجليزية)